# 6-й Алабамский пехотный полк
6-й Алабамский пехотный полк (англ. 6th Regiment Alabama Infantry) — представлял собой один из пехотных полков армии Конфедерации во время Гражданской войны в США. Полк  прошёл все сражения гражданской войны на востоке от Первого сражения при Булл-Ран до капитуляции при Аппоматтоксе.

## Формирование
Роты, из которых состоял полк, были собраны в Монтгомери (Алабама), 6 мая 1861 года, а 17 мая сведены в полк. Рота Е была принята на службу в армию Конфедерации 17 апреля, рота F 30 апреля, роты I и J 2 мая, рота G 6 мая, роты В и D 7 мая, рота А  11 мая, рота L 22 мая, а рота К 25 мая. 17 мая командиром полка стал полковник Джон Сиблс, назначение которого датировали задним числом от 14 мая. В тот же день капитан Бейкер (рота J) получил звание подполковника, а Джон Гордон, капитан роты I, получил звание майора.
25 мая 1861 года полк был отправлен в Атланту (Джорджия), а оттуда 26 мая прибыл в Коринф. 27 мая полк разместился в лагере Кэмп-Мур, где в его состав были введены ещё две роты.

## Боевой путь
Утром 7 июня полк покинул лагерь и по железной дороге (Memphis & Charleston Railroad) отбыл в Линчберг (Вирджиния) через Ноксвилл и Бристоль. В Линчберг полк прибыл 12 июня, а роты I и L прибыли 13 июня. Вечером 14 июня полк снова погрузили в вагоны и отправили в Манассас, куда полк прибыл 15 июня и был размещён в лагере Кэмп-Пикенс. Роты I и L прибыли 16 июня, после чего полк был включён во 2-ю бригаду Потомакской армии, которой командовал бригадный генерал Ричард Юэлл. (Согласно General Orders No.20, Paragraph II, Headquarters, Army of the Potomac, Camp Pickens).
В июле 1861 году бригада Юэлла занимала передовую позицию в Фэирфаксе. 16 июля федеральная армия начала наступление на Манассас, но Юэлл не был об этом предупреждён, и его бригада едва не попала в окружение. Она едва успела отойти за реку Булл-Ран и разрушить за собой мост. 18 июля рядом с позициями бригады началась перестрелка у Блэкбернс-Форд, и бригаду держали наготове, но не ввели в бой. 21 июля началось первое сражение при Булл-Ран. Полк (и бригада) стоял на дальнем правом фланге армии, и только в 15:00 получил приказ перейти реку и атаковать противника, но приказ был сразу же отменен и Юэллу приказали вести бригаду на левый фланг армии. Когда бригада пришла на позицию, сражение уже завершилось.
Осень 1861 года и последующую зиму полк провёл в лагере на берегу реки Ококун, и Джон Гордон вспоминал, что это была очень холодная зима, и алабамцы, непривычные к холодам, плохо её переносили. Многие выбыли из строя из-за различных болезней. В марте полк был реорганизован, а в апреле отправлен к Йорктауну, осаждённому федеральной армией. 28 апреля 1862 года подполковник Бэйкер покинул полк по болезни и капитан Джеймс Уиллингхэм из роты Е стал подполковником. В мае началось отступление от Йорктауна, и в это же время полковник Сиблс покинул полк, а на его место был назначен Джон Гордон. Освободившееся место майора занял брат Гордона, Огастус Гордон.